# Vediantes
Les Vediantes (Vediantii) sont une peuplade celto-ligure qui vécut entre le  VIe siècle av. J.-C. et le  Ier siècle av. J.-C.

## Nom
Ils sont mentionnés par Pline l'Ancien dans Histoire naturelle.

## Localisation

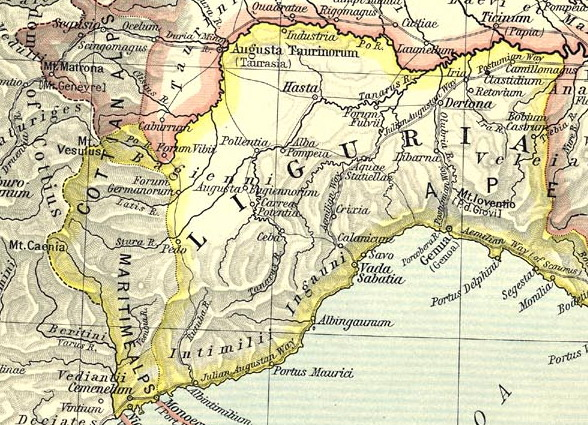
La région de Ligurie à l'époque de l'Italie romaine, entre les fleuves Pô, Var et Magra, correspondant aux écrits de Strabon qui les cite.

Les Vediantes habitaient sur la côte méditerranéenne, entre le fleuve Var et le Mont Agel, autour de la colonie massaliote de Nikaea (l'actuelle Nice); leur territoire était situé à l'est des Deciates et des Nerusiens et au sud des Vésubiens.

## Religion
Trois inscriptions estimées du 1er–2nd siècles de notre ère et dédicacées aux Matres Vediantiae ont été trouvées près de Tourrette-Levens et Cimiez.
« Matronis Vediantiabus P(ublius) Enistalius P(ublii) f(ilius) Cl(audia tribu) Paternus Cemenelensis optio ad ordine(m) (centurionis) leg(ionis) XXII Primigeniae Piae Fidelis l(ibens) m(erito) »
« [Aux Matronae Vediantiae, Publius Enistalius Paternus, fils de Publius, de la tribu des Claudia, de Cimiez, optio promu centurion de la légion XXII Primigenia Pia Fidelis, volontairement et à juste titre (érigea ce monument)] »
— Corpus Inscriptionum Latinarum (CIL) 5:07872.